# 伊藤裕太
伊藤 裕太（いとう ゆうた、1955年5月14日 - ）は、日本の経営者・教育者・音楽プロデューサー。
2008年の米国ポラロイド社の経営破綻に際し、自らが社長を務めた同社の現地法人である日本ポラロイド株式会社をマネジメント・バイアウト(MBO)した事で知られる。2010年4月から日本ビクター株式会社に代表取締役社長として招聘され、その様子はワールドビジネスサテライト”求む！経営のプロ”で紹介された。早稲田大学理工学部では「デジタル化社会の興亡」を担当しており、積極的に発言した生徒には授業内通貨の黄色い紙を発行している。

## 経歴

### 1979年
- 早稲田大学政治経済学部政治学科卒業
- パイオニア株式会社に入社[1]

### 1980年代末
- 米国駐在でレーザーディスクの普及に務める。教育分野でのレーザーディスク利用提案。

### 1990～1999年
- アップルコンピュータジャパン株式会社で教育市場営業部長。デベロッパーマーケティング部長。
アップルマルチメディアフォーラム設立。副会長(1993年)
- ディズニーインタラクティブジャパン日本代表(1996年)
- エキサイト株式会社代表(1998年)
- GE家電事業本部長(1999年)

### 2000年～
- 日本ポラロイド株式会社代表取締役社長(2004年)
- 米国ポラロイド社上席副社長/アジア太平洋地域担当ゼネラルマネージャー[2]
- 米国ポラロイド社経営破たんに際し、MBOを実施。日本ポラロイド(現株式会社フロントランナー[3]のオーナー。(2009年)
- 日本ビクター株式会社代表取締役社長 [4][5][6](2010年)[2]
- JVC・ケンウッド・ホールディングス株式会社取締役執行役員常務[7]
- 両社辞任(2011年)

## 株式会社フロンティアーズ
- 持株会社 株式会社フロンティアーズ[8]設立、代表取締役社長兼CEOに就任。(2009年〜)
- 日本ポラロイド株式会社(2010年1月に株式会社フロントランナーに名称変更)をMBO(2009年9月)。株式会社フロントランナーを売却(2016年3月)
- 有限会社パムリンク [9] 取締役共同経営者(2011年)。合弁解消に伴い、相談役(2013年〜2015年)、取締役(2016年〜)。
- 株式会社アマリージュ設立 取締役会長(2015年6月〜)
- AIREV株式会社 顧問(2015年11月〜2018年3月)、会長(2018年4月〜)
- 日本ポラロイド製品のアフターサービス業務を 2015年12月31日をもって終了。株式会社フロントランナーの全株式を売却(2016年3月31日)。
- 株式会社Universal Performing Arts Company 取締役会長(2019年1月〜)

## 社会活動
- 早稲田大学理工学術院非常勤講師(1993年～)
- 早稲田大学政治経済学術院非常勤講師(2016年〜)
- 明治大学法学部特別招聘教授(2009年4月～2012年3月31日)、「日本の国際競争力とソフトパワー」講師(2008年～2015年)
- 早稲田大学エクステンションセンター講師(2012年～2014年)
- 東北芸術工科大学客員教授(2012年～2015年3月)
- 明治大学サービス創新研究所 客員研究員(2014年～)
- 公益財団法人日本音楽教育文化振興会(JMECPS) 理事[10](2013年～)
- 公益社団法人才能教育研究会理事(2013年～2014年)
- 一般社団法人GOSMACミニストリーズ 顧問
- 早稲田大学稲門政経会 理事
- 日本ベンチャー学会所属

## プロデュース活動
- 音楽プロデュース 映画「桜、ふたたびの加奈子」[11] 主演：広末涼子、稲垣吾郎、演奏 大谷康子弦楽四重奏団(2013年4月6日)
- イベント総合プロデュース「スズキ・メソード テン・チルドレンの50年記念コンサート」[12]2014年3月31日、サントリーホールにて行なわれた。
- 深紅のシャコンヌ[13] CD企画参加 演奏: 大谷康子(ヴァイオリン)(2008年)
- R.シュトラウス ヴァイオリン・ソナタ作品18 / ベートーヴェン ヴァイオリン・ソナタ第5番「春」 CD企画参加 演奏: 大谷康子(ヴァイオリン)、イタマール・ゴラン(ピアノ)(2014年11月)
- 「お菓子な名曲サロン」CD企画協力 演奏: 大谷康子(ヴァイオリン)(2015年)
- BSジャパン番組「おんがく交差点」制作協力(2016年4月〜)

## 著書、執筆など
- 学生のためのマルチメディア(1995年)
- アップルコンピュータにて「マルチメディア技術教育体系」編集
- 愛知県立旭丘高校同窓会誌「鯱光」第588号に執筆(2007年)
- 日本経済新聞「交遊抄」に執筆(2009年4月25日)
- 東京新聞「新聞を読んで」執筆担当(2012年7月～2013年6月)
- 相模経済新聞客員論説委員(2013年4月～2014年3月)、コラム「着眼大局着手小局」連載
- 伊藤裕太スペシャルインタビュー これまでのTVとこれからのデジタルネットワーク[14]
- 月刊「音楽の友」誌のカラーグラビアページにて「音楽交差点」を連載(2017年1月〜)